# Damernas 200 meter fjärilsim vid världsmästerskapen i kortbanesimning 2022
Damernas 200 meter fjärilsim vid världsmästerskapen i kortbanesimning 2022 avgjordes den 15 december 2022 i Melbourne Sports and Aquatic Centre i Melbourne i Australien.
Guldet togs av amerikanska Dakota Luther efter ett lopp på 2 minuter och 3,37 sekunder. Silvret togs av Luthers landsmaninna Hali Flickinger och bronset av australiska Elizabeth Dekkers.

## Rekord
Inför tävlingens start fanns följande världs- och mästerskapsrekord:
|                   | Namn            | Nation  | Tid     | Ort         | Datum           |
| ----------------- | --------------- | ------- | ------- | ----------- | --------------- |
| Världsrekord      | Mireia Belmonte | Spanien | 1.59,61 | Doha, Qatar | 3 december 2014 |
| Mästerskapsrekord | Mireia Belmonte | Spanien | 1.59,61 | Doha, Qatar | 3 december 2014 |

## Resultat

### Försöksheat
Försöksheaten startade klockan 11:31.
| Placering | Heat | Bana | Namn                  | Nationalitet            | Tid             | Noteringar      |
| --------- | ---- | ---- | --------------------- | ----------------------- | --------------- | --------------- |
| 1         | 4    | 2    | Dakota Luther         | USA                     | 2.03,73         | 0Q0             |
| 2         | 3    | 4    | Hali Flickinger       | USA                     | 2.04,66         | 0Q0             |
| 3         | 2    | 5    | Helena Rosendahl Bach | Danmark                 | 2.05,09         | 0Q0             |
| 4         | 3    | 3    | Laura Lahtinen        | Finland                 | 2.05,13         | 0Q0, 0NR0       |
| 5         | 2    | 4    | Airi Mitsui           | Japan                   | 2.05,27         | 0Q0             |
| 6         | 4    | 5    | Karin Uchida          | Japan                   | 2.05,38         | 0Q0             |
| 7         | 4    | 6    | Elizabeth Dekkers     | Australien              | 2.05,41         | 0Q0             |
| 8         | 3    | 5    | Lana Pudar            | Bosnien och Hercegovina | 2.05,87         | 0Q0             |
| 9         | 2    | 6    | Laura Taylor          | Australien              | 2.05,94         |                 |
| 10        | 4    | 3    | Ilaria Cusinato       | Italien                 | 2.06,01         |                 |
| 11        | 2    | 2    | Amina Kajtaz          | Kroatien                | 2.06,90         | 0NR0            |
| 12        | 4    | 4    | Zhang Yifan           | Kina                    | 2.07,05         |                 |
| 13        | 3    | 6    | Zsuzsanna Jakabos     | Ungern                  | 2.07,08         |                 |
| 14        | 2    | 3    | Katerine Savard       | Kanada                  | 2.08,51         |                 |
| 15        | 4    | 7    | Nida Eliz Üstündağ    | Turkiet                 | 2.09,14         |                 |
| 16        | 3    | 2    | Giovanna Diamante     | Brasilien               | 2.09,60         |                 |
| 17        | 2    | 1    | Dakota Tucker         | Sydafrika               | 2.11,34         |                 |
| 18        | 1    | 5    | Krystal Lara          | Dominikanska republiken | 2.11,43         | 0NR0            |
| 19        | 3    | 7    | Zora Ripková          | Slovakien               | 2.11,72         |                 |
| 20        | 3    | 1    | Luana Alonso          | Paraguay                | 2.12,19         | 0NR0            |
| 21        | 4    | 1    | Anja Crevar           | Serbien                 | 2.12,43         |                 |
| 22        | 4    | 8    | Yeung Hoi Ching       | Hongkong                | 2.12,57         |                 |
| 23        | 2    | 7    | María Fe Muñoz        | Peru                    | 2.16,82         |                 |
| 24        | 1    | 3    | Amaya Bollinger       | Guam                    | 2.35,87         |                 |
| 25        | 1    | 4    | Esme Paterson         | Nya Zeeland             | Diskvalificerad | Diskvalificerad |

### Final
Finalen startade klockan 20:14.
| Placering | Bana | Namn                  | Nationalitet            | Tid     | Noteringar |
| --------- | ---- | --------------------- | ----------------------- | ------- | ---------- |
| 1         | 4    | Dakota Luther         | USA                     | 2.03,37 |            |
| 2         | 5    | Hali Flickinger       | USA                     | 2.03,78 |            |
| 3         | 1    | Elizabeth Dekkers     | Australien              | 2.03,94 |            |
| 4         | 3    | Helena Rosendahl Bach | Danmark                 | 2.04,41 |            |
| 5         | 8    | Lana Pudar            | Bosnien och Hercegovina | 2.05,23 |            |
| 6         | 2    | Airi Mitsui           | Japan                   | 2.05,40 |            |
| 7         | 7    | Karin Uchida          | Japan                   | 2.05,51 |            |
| 8         | 6    | Laura Lahtinen        | Finland                 | 2.06,48 |            |